# Copa Libertadores (Beachsoccer)

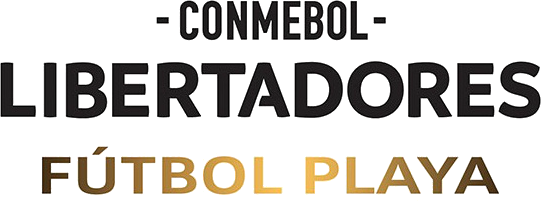

Die Copa Libertadores Beach Soccer (span.: Copa Libertadores de Futbol Playa) ist ein kontinentaler Wettbewerb für Beachsoccer Vereinsmannschaften Südamerikas. Der Wettbewerb wird seit 2016 unter Obhut der CONMEBOL ausgetragen. Startberechtigt sind in der Regel die jeweiligen Landesmeister Landes und eine zusätzliche Mannschaft des Gastgeberlandes sowie der Titelverteidiger.

## Die Turniere im Überblick
| Jahr         | Austragungsort                          | Finale                                  | Finale                                  | Finale                                  | Spiel um Platz drei                     | Spiel um Platz drei                     | Spiel um Platz drei                     |
| Jahr         | Austragungsort                          | Sieger                                  | Ergebnis                                | 2. Platz                                | 3. Platz                                | Ergebnis                                | 4. Platz                                |
| ------------ | --------------------------------------- | --------------------------------------- | --------------------------------------- | --------------------------------------- | --------------------------------------- | --------------------------------------- | --------------------------------------- |
| 2016 Details | Santos (Brasilien)                      | CR Vasco da Gama                        | 8:1                                     | Rosario Central                         | Deportes Iquique                        | 4:1                                     | Punta Hermosa                           |
| 2017 Details | Lambaré (Paraguay)                      | CR Vasco da Gama                        | 8:5                                     | Club Malvín                             | Universidad Autónoma                    | 9:7                                     | Garden Club                             |
| 2018 Details | Rio de Janeiro (Brasilien)              | EC Vitória                              | 8:8 n. V., 3:2 i.9mS.                   | CR Vasco da Gama                        | Sampaio Corrêa FC                       | 5:4                                     | Acassuso                                |
| 2019 Details | Luque (Paraguay)                        | CR Vasco da Gama                        | 7:5                                     | Club Cerro Porteño                      | Acassuso                                | 7:6                                     | Fundación Monagas                       |
| 2020         | Abgesagt aufgrund der COVID-19-Pandemie | Abgesagt aufgrund der COVID-19-Pandemie | Abgesagt aufgrund der COVID-19-Pandemie | Abgesagt aufgrund der COVID-19-Pandemie | Abgesagt aufgrund der COVID-19-Pandemie | Abgesagt aufgrund der COVID-19-Pandemie | Abgesagt aufgrund der COVID-19-Pandemie |
| 2021         | Abgesagt aufgrund der COVID-19-Pandemie | Abgesagt aufgrund der COVID-19-Pandemie | Abgesagt aufgrund der COVID-19-Pandemie | Abgesagt aufgrund der COVID-19-Pandemie | Abgesagt aufgrund der COVID-19-Pandemie | Abgesagt aufgrund der COVID-19-Pandemie | Abgesagt aufgrund der COVID-19-Pandemie |
| 2022 Details | Iquique (Chile)                         | Club Presidente Hayes                   | 6:5 n. V.                               | Sampaio Corrêa FC                       | CA Acassuso                             | 4:3                                     | Alto Hospicio                           |
| 2023 Details | Luque (Paraguay)                        | San Antonio                             | 3:1                                     | Club Presidente Hayes                   | Club Libertad                           | 8:5                                     | Unión Lurín                             |
| 2024 Details | Luque (Paraguay)                        | CR Vasco da Gama                        | 5:2                                     | Sportivo Luqueño                        | Centauros                               | 4:3                                     | Club 24 de Setiembre                    |